# The Enigma of Life
The Enigma Of Life es el nombre del quinto álbum de estudio de la banda noruega de metal gótico,  Sirenia. Es el segundo disco con la cantante española Ailyn, lo que la convirtió en la primera vocalista femenina en grabar más de un álbum con la agrupación.
Adicionalmente, es el primer trabajo discográfico de Sirenia producido íntegramente por su líder, Morten Veland. 
Su salida al mercado fue el 21 de enero de 2011 en Europa, bajo el sello discográfico de Nuclear Blast. En Estados Unidos, la fecha oficial fue el 15 de febrero de 2011.
Fue la primera vez que Sirenia presentó más de nueve canciones en un álbum, por lo que fue el más extenso de toda su discografía hasta ese entonces. Este factor indicó un cambio muy notorio con respecto a sus últimas dos publicaciones. 
The Enigma of Life ofrece la particularidad de incluir dos bonus track con títulos y letras en idioma español: "Oscura Realidad" (adaptación de "This Darkness") y dos versiones alternativas al título del disco "El Enigma De La Vida". Esto parece motivado por el gran éxito de la banda ante el público latinoamericano luego de su gira entre febrero y marzo de 2010, y por el origen hispano de su cantante. Los temas serán incluidos de acuerdo al país o zona de lanzamiento.
La descarga del único sencillo y la canción con la que abre el disco, "The End of It All", fue lanzada el 21 de diciembre de 2010. El vídeo musical de promoción fue dado a conocer el 5 de enero de 2011 y ha sido dirigido por el reconocido director sueco Patric Ullaeus, quien por segunda vez consecutiva colabora con Sirenia. En el audiovisual sólo aparecen Morten Veland y Ailyn, los únicos miembros de la banda que participaron en la grabación del tema y del álbum en general.

## Grabación
Las sesiones de grabación se iniciaron en el Audio Avenue Studios que tiene Veland en la aldea de Tau (municipio de Strand) y muy cercana a Stavanger, Noruega, lugar donde fue pre-producido el álbum. 
De igual forma, una vez más Veland asumió la interpretación y la programación de todos los instrumentos en el estudio. Sin embargo, su participación en las voces es aún menor que en sus trabajos discográficos previos.
Las pistas adicionales con el coro francés (Sirenian Choir) y la violinista Stephanie Valentin fueron registradas en el Sound Suite Studios en Marsella, Francia, entre julio y noviembre de 2010.  La única contribución externa es la de dichos músicos, los cuales han estado también presentes en otras producciones anteriores de Sirenia.
The Enigma of Life fue masterizado en los estudios Finnvox en Helsinki, Finlandia.

## Estilo musical
Luego del éxito comercial alcanzado con su antecesor The 13th Floor, Sirenia vuelve prácticamente con la misma fórmula en The Enigma Of Life, aunque esta vez con un mayor número de canciones, adaptaciones en español de dos temas y un sonido aún más comercial y suavizado. 
Por este motivo, fue recibido con comentarios divididos y despertó un menor interés por parte del público y la crítica (sobre todo dentro del submundo gótico), y aunque tiene menos momentos brillantes, su propuesta es atractiva para públicos más amplios.
Dentro de sus puntos destacables, los solos de guitarra fueron bien trabajados y se insertaron en los pasajes apropiados. La mayoría de los segmentos instrumentales se ejecutan a través de un teclado atmosférico que nos transporta a un mundo más mágico con violines renacentistas y melodías  sublimes.
Entre los puntos más flojos encontramos un esquema o estructura de una forma lineal y  sorprendentemente similar en todas las canciones: una breve y agradable introducción, versos góticos, un coro operático típico, algún puente con la voz gutural de Veland, un solo de guitarra y más repeticiones. Antes de que concluya el álbum, el oyente ya sabe qué esperar del resto de canciones.
En términos generales, The Enigma Of Life es un álbum muy sólido y atractivo, incluso en sus propios términos y muy consistente en su propuesta musical. Sin embargo, todo su contenido ha sido prácticamente hecho antes y con una mayor complejidad musical, incluso por otras bandas equivalentes del género gótico. La propuesta de Sirenia es sencilla en esta ocasión y busca acaparar públicos más amplios con sus violines románticos, el piano solemne y menos potencia en las guitarras. Es así que Veland nos regala en este trabajo el lado más dócil del submundo gótico.

## Lista de canciones
Todas las canciones compuestas por Morten Veland:

| N.º | Título                                                                                                | Duración |  |
| 1.  | «The End of It All»                                                                                   | 04:31    |  |
| 2.  | «Fallen Angel»                                                                                        | 03:59    |  |
| 3.  | «All My Dreams»                                                                                       | 04:42    |  |
| 4.  | «This Darkness»                                                                                       | 04:00    |  |
| 5.  | «The Twilight in Your Eyes»                                                                           | 04:00    |  |
| 6.  | «Winter Land»                                                                                         | 03:55    |  |
| 7.  | «A Seaside Serenade»                                                                                  | 05:53    |  |
| 8.  | «Darkened Days to Come»                                                                               | 04:22    |  |
| 9.  | «Coming Down»                                                                                         | 04:38    |  |
| 10. | «This Lonely Lake»                                                                                    | 03:33    |  |
| 11. | «Fading Star»                                                                                         | 04:46    |  |
| 12. | «The Enigma of Life»                                                                                  | 06:16    |  |
| 13. | «Oscura realidad» ("Dark Reality") (Japanese edition bonus track, Spanish version of "This Darkness") | 04:31    |  |
| 14. | «The Enigma of Life» (acoustic, Japanese edition bonus track)                                         | 05:51    |  |
| 15. | «Fallen Angel» (acoustic, Japanese edition bonus track)                                               | 03:45    |  |

| Exclusive bonus version |                                                                                                   |          |  |
| N.º                     | Título                                                                                            | Duración |  |
| 13.                     | «Oscura realidad» ("Dark Reality") (Spanish version of "This Darkness")                           | 04:31    |  |
| 14.                     | «El enigma de la vida» ("The Enigma of Life") (acoustic, Spanish version of "The Enigma of Life") | 05:51    |  |
| 15.                     | «El enigma de la vida» (iTunes exclusive bonus track)                                             | 06:16    |  |

## Créditos
- Morten Veland – Voz gutural, voz limpia, guitarra, bajo, teclado, Programaciones, Batería.
- Ailyn – Voz

### Músicos de sesión
- Stephanie Valentin – Violín
- The Sirenian Choir: Damien Surian, Mathieu Landry, Emmanuelle Zoldan, Sandrine Gouttebel, Emilie Lesbros – Coro.

## Producción e ingeniería
- Todas las canciones escritas por Morten Veland
- Traducciones al español de las canciones "El Enigma De La Vida" y "Oscura Realidad" por Ailyn.
- "The Enigma Of Life" fue grabado  en el  Audio Avenue Studios (Tau, Noruega). Grabaciones adicionales de coros, guitarras acústicas y violín fueron realizadas en el Sound Suite Studios (Marsella, Francia).
- Grabado entre julio y noviembre de 2010 en el Sound Suite Studio.
- Producción, mezcla e ingeniería por Morten Veland.
- Pre-Producido en el Audio Avenue Studios (Tau, Noruega).
- Masterizado por  Mika Jussila, Finnvox (Heksinki, Finlandia).
- Arte de la cubierta y diseño: Gustavo Sazes
- Fotos de la banda: Patric Ullaeus

## Posiciones en listas
| Listado (2011)      | Máximas posición |
| ------------------- | ---------------- |
| German Albums Chart | 73               |
| Swiss Albums Chart  | 53               |